# Dave Eggers
Dave Eggers, född 12 mars 1970 i Chicago, Illinois, USA är en amerikansk författare och manusförfattare.

## Biografi
Eggers växte upp i Lake Forest, Illinois och utbildade sig vid University of Illinois. Han började sin karriär som redaktör på  Salon.com, och grundade Might magazine. Han bor i San Francisco, och är gift med Vendela Vida.